# Tổ chức Năng suất Châu Á
Tổ chức Năng suất Châu Á (tiếng Anh: Asian Productivity Organization, viết tắt: APO) là tổ chức liên chính phủ, hoạt động trên cơ sở phi chính trị, phi lợi nhuận và không phân biệt đối xử.
Sứ mệnh của tổ chức Năng suất Châu Á là đóng góp vào sự phát triển kinh tế – xã hội các nền kinh tế thành viên thông qua các hoạt động nâng cao năng suất chất lượng. Tổ chức Năng suất Châu Á có tầm nhìn trở thành tổ chức quốc tế dẫn đầu trong công cuộc nâng cao năng suất, đưa các nền kinh tế thành viên của APO trở nên năng suất và cạnh tranh hơn vào năm 2020.
Hiện tổ chức Năng suất Châu Á có 20 quốc gia thành viên. Việt Nam gia nhập tổ chức Năng suất Châu Á vào năm 1996.
Trụ sở của tổ chức hiện nay ở Tokyo, Nhật Bản.